# Штольгофенские линии укреплений
Штольгофенские линии укреплений (нем. Bühl-Stollhofener Linie) — укрепленные оборонительные линии, построенные во время войны за испанское наследство для преграждения французам пути из Нижнего Эльзаса в Швабию и Баварию. При Эйнзидельгофе, выше Бюля, они прислонялись к скату Шварцвальда, тянулись через Бюль, Бимбук, Обебрук и Штольгофен до Зелингена, где правое крыло их упиралось в Рейн, и таким образом они полностью прикрывали Рейнскую долину. Оборона линий была поручена маркграфу Людвигу Баденскому, имевшему под своим командованием до 26 тысяч человек.

## 1703 год
Против этих линий в апреле 1703 года французами были направлены войска маршалов Виллара и Таллара. 19 апреля Виллар послал часть своих войск для обхода левого крыла Штольгофенских линий, а сам приступил к усиленной бомбардировке неприятельских окопов. Обходная колонна его, не найдя дороги, возвратилась назад. Предпринятый Вилларом 23 и 24 апреля ряд приступов на укрепленную деревню Бимбук тоже не имел успеха. Между тем Таллар 24 апреля приблизился к правому крылу Штольгофенских линий, но у Штольгофена был встречен столь сильным огнём, что прекратил свою атаку. В течение 25 апреля Виллар продолжал обстреливать укрепления, но от новых штурмов подчиненные ему генералы отказались. В ночь на 26 апреля орудия его были отвезены со своих позиций, а утром французская армия отступила, потеряв при своих попытках против Штольгофенских линий более 3 тысяч человек.

## 1707 год
Слабые места линии были известны французам также благодаря шпионской деятельности бернского полковника Иеронима фон Эрлаха, находившегося под командованием Людвига Вильгельма. После смерти 4 января 1707 года маркграфа Людвига Вильгельма в мае этого же года Виллар смог без боя занять линию Бюль-Штолльхофен после судьбоносного решения вновь назначенного главнокомандующего на Верхнем Рейне Кристиана Эрнста фон Бранденбурга, а затем разрушил их. В результате Виллар оккупировал Ортенау и ввел контрибуцию на оккупированные территории. Уже 23 мая Виллар приказал оккупировать новый город маркграфа Баденского Раштатт, построенный с 1697 года, и снести его укрепления. Широкий открытый фронт позволил французским войскам вторгнуться в Швабию и совершить набеги далеко в Баварию и Франконию. 
До мира 1714 года французы ежегодно совершали набеги из Страсбурга и Форта-Луи.

Штольгофенские линии укреплений
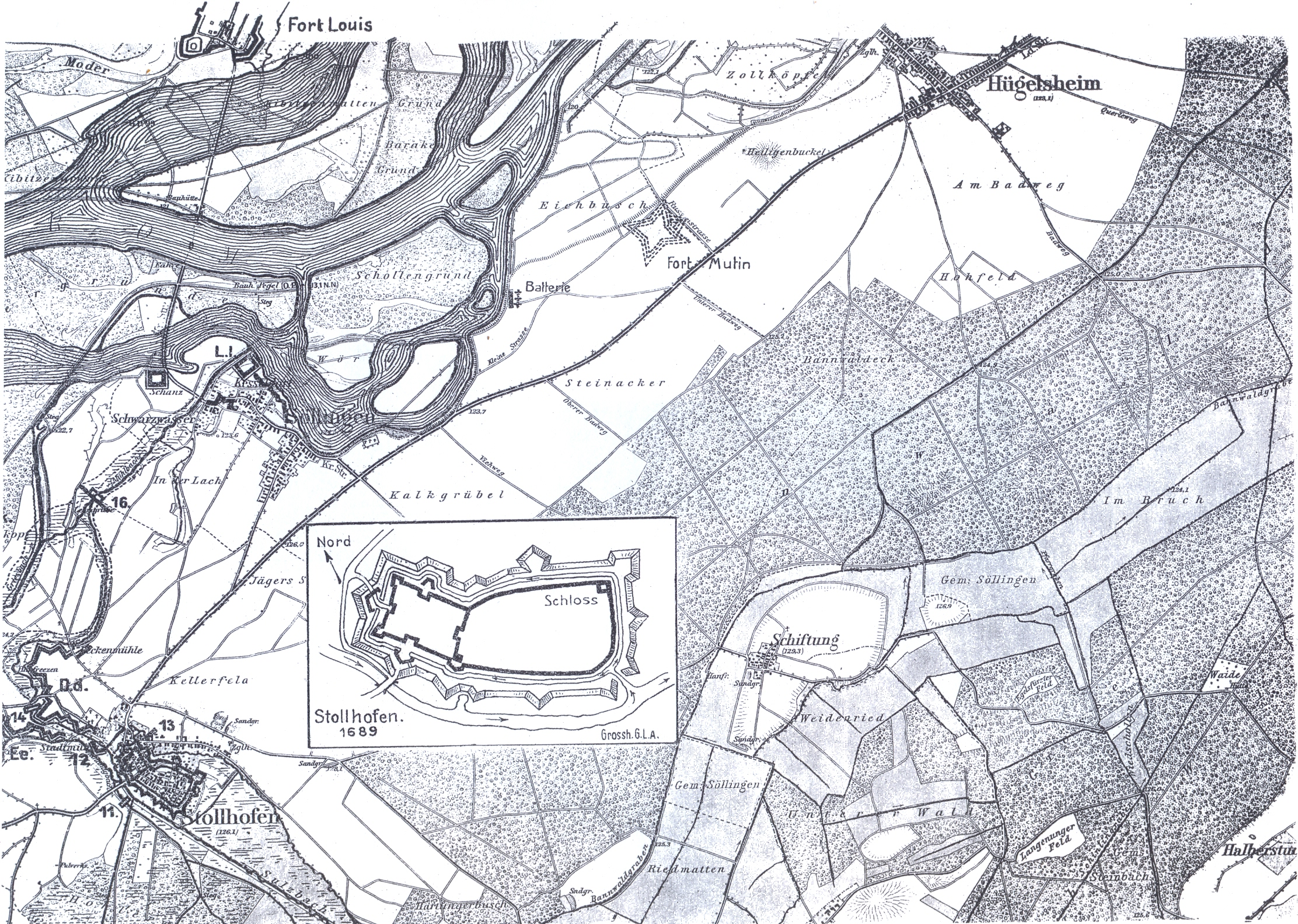
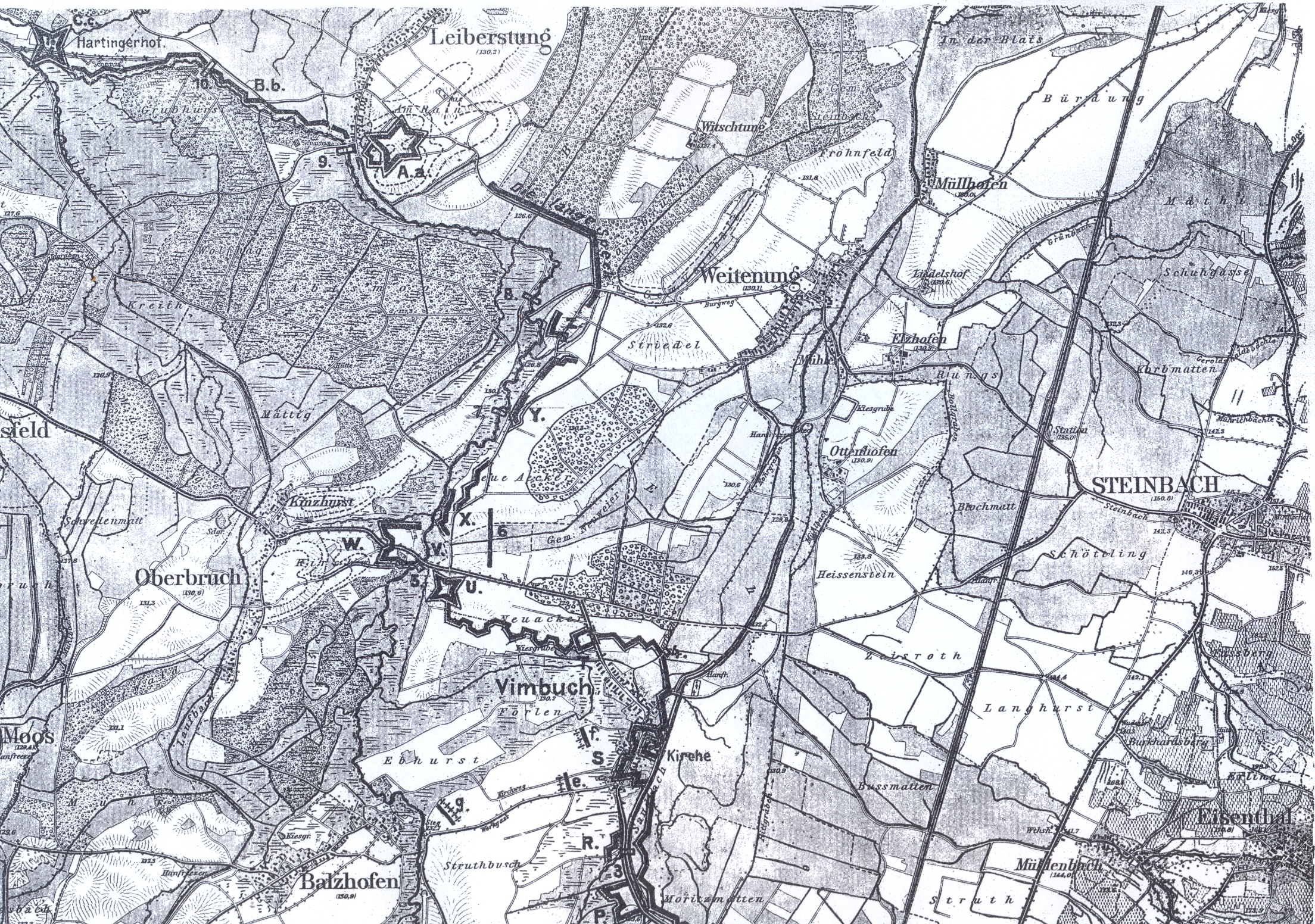
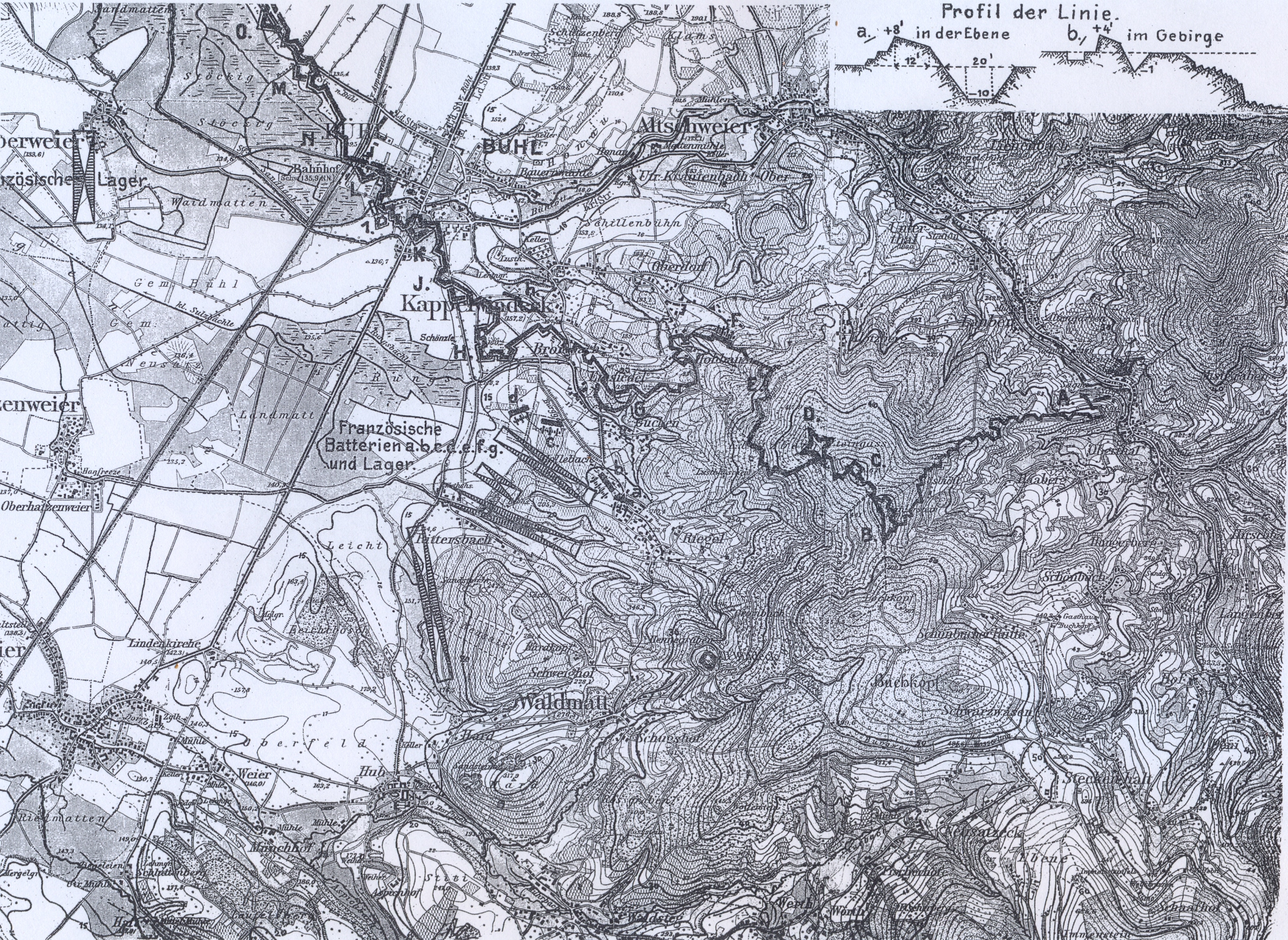